# Poole–Frenkel-hatás
A szilárdtestfizikában Poole–Frenkel-hatásnak nevezik azt a jelenséget, amely során egy elektromos szigetelő anyagban elektromos vezetés alakulhat ki egy külső elektromos tér hatására.
A jelenség Horace Poole ír és Jakov Iljics Frenkel szovjet fizikusok nevét viseli. Az összefüggést először Frenkel közölte 1938-ban.

## Értelmezése
A szigetelőkben a töltéshordozók jellemzően lokalizált pályán mozognak, egy-egy atom vagy molekula környezetéből nem távolodnak el, emiatt nem lép fel makroszkopikus áram. Azonban a szilárdtestekben a termikus gerjesztés hatására az elektronok energiája kissé fluktuál, így az elektronok egy kis hányada a vezetési sávba léphet. A felgerjedt elektron a vezetévi sávban delokalizált pályára kerül, az anyagban makroszkopikusan is elmozdulhat, majd relaxáció következtében energiáját leadva ismét lokális pályára jut.
A Poole–Frenkel-hatás azt fejezi ki, hogy ezt a mechanizmust erős külső elektromos tér hogyan segíti, azaz az elektromos tér által átadott energia és a termikus fluktuáció során nyert energia miképpen tudja együtt megnövelni a vezetési sávba ugrást.
A fentiek együttes hatásából következő áramsűrűség az alábbi empirikus összefüggéssel írható le:
{\displaystyle J\propto E\exp \left({\frac {-q\left(\phi _{B}-{\sqrt {qE/(\pi \varepsilon )}}\ \right)}{k_{B}T}}\right)},
ahol {\displaystyle J} az áramsűrűség a szigetelőben, {\displaystyle E} az elektromos térerősség, {\displaystyle q} az elemi töltés, {\displaystyle \phi _{B}} a külső tér nélkül mérhető feszültséggát, amit az elektronnak át kell ugrania, {\displaystyle \varepsilon } az anyag elektromos permittivitása, {\displaystyle k_{B}} a Boltzmann-állandó, {\displaystyle T} pedig a hőmérséklet.

## Fordítás
Ez a szócikk részben vagy egészben  a   Poole–Frenkel effect című angol Wikipédia-szócikk ezen változatának fordításán alapul.  Az eredeti cikk szerkesztőit annak laptörténete sorolja fel. Ez a jelzés csupán a megfogalmazás eredetét és a szerzői jogokat jelzi, nem szolgál a cikkben szereplő információk forrásmegjelöléseként.

### Tananyagok, ismeretterjesztő weblapok
- Elektron transzport - vezetés pp. 25, 27. (Hozzáférés: 2018. július 12.)

### Szakkönyvek
- Sze, S. M.. Physics of semiconductor devices. Wiley-Interscience (2007). ISBN 978-0-471-14323-9. OCLC 74680973